# Werner Kiem
Werner Kiem (30. listopadu 1962, Bolzano) je bývalý italský biatlonista. Na Zimních olympijských hrách 1988 v Calgary získal bronzovou medaili v závodě štafet na 4 × 7,5 km. Bronzovou medaili získal ve štafetě i na MS 1986 v Oslu.